# خوآنای یکم، ملکه ناوار
خوآنای یکم (انگلیسی: Joan I of Navarre؛ ۱۴ ژانویه ۱۲۷۳ – ۲ آوریل ۱۳۰۵) ملکه حاکم ناوار و کنتس شامپانی از سال ۱۲۷۴ تا ۱۳۰۵ میلادی بود. وی همچنین با ازدواج با فیلیپ چهارم، پادشاه فرانسه، ملکهٔ هم‌نشین فرانسه نیز شد.
خوآنا شخصاً هرگز در ناوار حکم نراند و بیشتر توسط حاکمان فرانسوی آن قلمرو اداره می‌شد. با این حال وی کنترل مستقیمی بر قلمرو و کنت‌نشین خود، شامپانی داشت و حتی با کنت بار نیز جنگید و موفق شد وی را اسیر و زندانی کند. با این حال خوآنا طی زایمان در سال ۱۳۰۵ درگذشت.

## زندگی
خوآنا در بار-سور-سن، شامپاین در ۱۴ ژانویه ۱۲۷۳ به دنیا آمد و دختر پادشاه هانری یکم، پادشاه ناوار و بلانش آرتوا بود. سال بعد، با مرگ پدرش، او کنتس شامپاین و ملکه ناوار شد. به دلیل سن کم، مادرش بلانش، سرپرست و نایب‌السلطنه او در ناوار بود.
قدرت‌های مختلف، هم خارجی و هم ناواری، تلاش کردند از سلطنت وارث خردسال و «ضعف» نایب‌السلطنه زن بهره‌برداری کنند، که باعث شد خوآنا و مادرش به دنبال حمایت در دربار فیلیپ سوم، پادشاه فرانسه باشند. مادرش در سال ۱۲۷۴ به فرانسه آمد و با پیمان اورلئان در ۱۲۷۵، خوآنا به یکی از پسران فیلیپ (لوئی یا فیلیپ) نامزد شد. بلانش بنابراین دخترش و حکومت ناوار را تحت حمایت پادشاه فرانسه قرار داد. پس از آن، خوآنا با فیلیپ پرورش یافت. در واقع، نامعلوم است که آیا او در کودکی هرگز در ناوار اقامت داشته است یا خیر.

### ملکه فرانسه
خوآنا در سن ۱۱ سالگی با فیلیپ چهارم آینده فرانسه در ۱۶ اوت ۱۲۸۴ ازدواج کرد و سال بعد ملکه فرانسه شد. سه پسر زنده‌مانده آنان همه به ترتیب به عنوان پادشاهان فرانسه حکومت کردند و تنها دختر آنها، ایزابلا، ملکه همسر انگلستان شد.
خوآنا به عنوان یک موفقیت در نقش خود به عنوان ملکه فرانسه توصیف شده است: او جانشینی را تأمین کرد، او معشوقه مؤثر دربار سلطنتی بود، بانوی اول با وقار و رابطه بسیار خوبی با پادشاه داشت. با بزرگ شدن با هم، این زوج ظاهراً رابطه نزدیکی داشتند و گزارش شده است که فیلیپ او را عمیقاً دوست داشت و به او احترام می‌گذاشت. وابستگی عاطفی او به خوآنا را به عنوان دلیلی برای عدم بازدید او از ناوار پیشنهاد شده است. در سال ۱۲۹۴، فیلیپ او را به عنوان نایب‌السلطنه فرانسه منصوب کرد اگر پسرش هنوز صغیر باشد. با این حال، باور نمی‌شود که او به او نفوذی در امور فرانسه بسپارد مگر آنکه به قلمروهای خودش ناوار و شامپاین مربوط باشد. او در سال ۱۳۰۵ کالج ناوار در پاریس را تأسیس کرد.

### ملکه ناوار و کنتس شامپاین

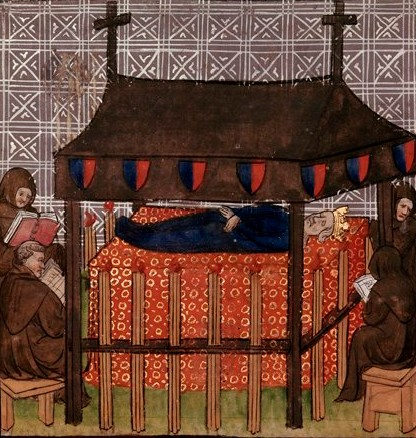
مراسم تشییع جنازه ملکه خوآنای یکم

خوآنا در زمان ازدواجش در ۱۲۸۴ به سن قانونی اعلام شد و در پاریس برای شامپاین و بری به پدرشوهرش ادای وفاداری کرد.
خوآنا هرگز به پادشاهی ناوار سفر نکرد زیرا این پادشاهی به نام او توسط فرمانداران فرانسوی که ابتدا توسط پدرشوهرش و سپس توسط شوهرش به نام او منصوب شدند، اداره می‌شد. فرمانداران فرانسوی در ناوار بسیار نامحبوب بودند و غیاب او از کشور باعث ناراحتی می‌شد. به فرانسویان به جای خودش برای غیاب او سرزنش می‌شد و وفاداری به او زیر سؤال نمی‌رفت؛  بلکه در ناوار تأکید می‌شد که در واقع این او به جای فرانسویان است که فرمانروای آنهاست. از دور، فرمان‌ها به نام او صادر می‌شد، سکه‌ها با تصویر او ضرب می‌شد و او به کلیساها و صومعه‌ها حمایت می‌داد. او هرگز به ناوار نزدیکتر از کارکاسون در ۱۳۰۰ نیامد و تا حدی شوهرش برای این موضوع سرزنش می‌شد.
خوآنا به عنوان کنتس شامپاین بسیار مستقیم‌تر فعال بود. شامپاین با اینکه یک کنت‌نشین بود و نه یک پادشاهی، بسیار ثروتمندتر و از لحاظ استراتژیکی مهم‌تر بود. فیلیپ چهارم مدیران او را منصوب کرد، با این حال، خوآنا با نظم مرتباً به شامپاین سفر می‌کرد و او به عنوان یک حاکم فعال و مستقل در این قلمرو شناخته می‌شود. در ۱۲۹۷، او ارتشی را علیه هانری سوم، کنت بار وقتی که به شامپاین حمله کرد، رهبری کرد. فیلیپ هیچ نقشی نداشت و خوآنا کنت را به زندان انداخت و سپس به شوهرش پیوست. او همچنین در فرایندش علیه اسقف گیوشارد ترویس که او را متهم به سرقت وجوه از شامپاین و مادرش با فریب کرده بود، مشارکت داشت.

## مرگ
خوآنا در سال ۱۳۰۵، در حین زایمان درگذشت، اما اسقف ترویس، گیوشارد در سال ۱۳۰۸ دستگیر و متهم به قتل او با جادو شد، اما در ۱۳۱۳ آزاد شد. خوآنا در صومعه کردولیرز در پاریس دفن شد.

## فرزندان
با فیلیپ چهارم، پادشاه فرانسه:
1. مارگارت (۱۲۸۸ – حدود ۱۲۹۴) [۱۵]
2. لوئی دهم، پادشاه فرانسه، پادشاه ناوار (به عنوان لوئی یکم) از ۱۳۰۵، فرانسه از ۱۳۱۴ (اکتبر ۱۲۸۹ – ۵ ژوئن ۱۳۱۶)
3. بلانش (۱۲۹۰ – حدود ۱۲۹۴) [۱۵]
4. فیلیپ پنجم، پادشاه فرانسه و ناوار (به عنوان فیلیپ دوم) (حدود ۱۲۹۳ – ۳ ژانویه ۱۳۲۲)[۱۵]
5. شارل چهارم، پادشاه فرانسه و ناوار (به عنوان شارل یکم) (حدود ۱۲۹۴ – ۱ فوریه ۱۳۲۸)[۱۵]
6. ایزابلا (حدود ۱۲۹۵ – ۲۳ اوت ۱۳۵۸)، ازدواج کرده با ادوارد دوم، پادشاه انگلستان[۱۵]
7. رابرت (۱۲۹۷ – ژوئیه ۱۳۰۸)[۱۵]